# 圣桑福里安 (厄尔省)
圣桑福里安（法語：Saint-Symphorien，法語發音：[sɛ̃ sɛ̃fɔʁjɛ̃]）是法国厄尔省的一个市镇，属于贝尔奈区。

## 地理
圣桑福里安（49°18'51"N, 0°28'1"E）面积3.78 平方千米，位于法国诺曼底大区厄尔省，该省份为法国北部内陆省份，北起滨海塞纳省，西接奧恩省和卡爾瓦多斯省，南至厄尔-卢瓦省，东临瓦兹省、瓦兹河谷省和伊夫林省。
与圣桑福里安接壤的市镇（或旧市镇、城区）包括：莱普雷欧、塞勒、特里克维尔、瓦讷克罗、埃派涅。

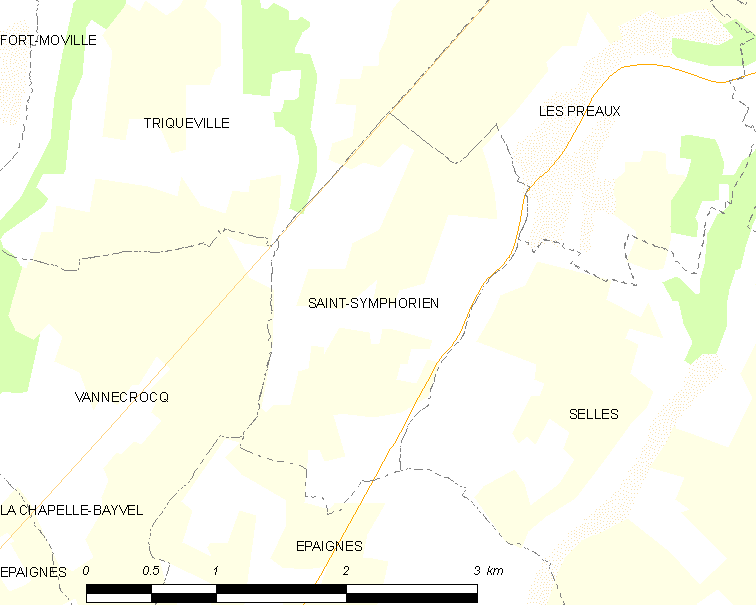
的OSM定位图

圣桑福里安的时区为UTC+01:00、UTC+02:00（夏令时）。

## 行政
圣桑福里安的邮政编码为27500，INSEE市镇编码为27606。

## 政治
圣桑福里安所属的省级选区为蓬托德梅尔县。

## 人口

1962-2008年间人口变化图示

圣桑福里安于2022年1月1日时的人口数量为470人。